# شبکه چند کانالی
شبکه چند کانالی (انگلیسی: Multi-channel network) یا به‌اختصار «MCN» یک سازمان است که با پلت‌فرم‌های ویدئویی-تصویری گوناگون نظیر یوتیوب همکاری می‌کند تا به صاحبان کانال‌ها در حوزه‌هایی نظیر محصولات، برنامه‌ریزی، تهیه بودجه، ارتقاء متقابل، مدیریت شرکا، مدیریت حق نشر دیجیتال، ترویج قانونی/فروش یا گسترش مخاطبان یاری رساند و در مقابل درصدی از سود تبلیغات انجام‌شده در کانال ویدئویی را دریافت می‌دارد.

## مزایا و معایب
مزایا و معایب استفاده از یک شبکه چند کانالی همواره مورد بحث بوده و از جمله صاحبان کانال‌های پُرمخاطب همچون هنک گرین و فردی ونگ و حتی خودِ شرکت یوتیوب درباره‌اش اظهار نظر کرده‌اند.
برخی از مزایای احتمالی عبارتند از:
- دسترسی آسان به ابزار تهیه و نشر ویدئو[۵]
- بازاریایی، ترویج و آگهی بازرگانی[۶]
- دسترسی به تسهیلات تدوین، ویرایش و تولید[۷]
- سی‌پی‌ام بیشتر[۸]
- دسترسی به پروژه‌های رسانه‌ای مرسوم و ستارگان مشهور[۹]
- گواهینامهٔ موسیقی برای آهنگ‌های پس‌زمینه و ترانه‌های بازاجرا (برای موسیقی‌های دارای حق نشر)[۱۰][۱۱][۱۲]
- عرضهٔ کالا یا رویدادها به‌طور زنده[۱۳]

با این همه، چندین مناقشه حول‌وحوش شبکه‌های مرتبط با یوتیوب وجود داشته‌است. به‌عنوان مثال، ماشینیما را به‌سبب قراردادهای دسترسی دائمی‌اش مورد انتقاد قرار داده‌اند. یک یوتیوبر پُرمخاطب به نام «آتن» ماشینیما را متهم ساخت که چندین مشترک را تهدید و وادار به بستن قراردادهایی می‌کند که سی‌پی‌ام آنها را کاهش می‌دهد.

## خرید و تصاحب
چندین شرکت بزرگ تا کنون، برخی از شبکه‌های چند کانالی را خریداری و تصاحب نموده‌اند. در اوایل ۲۰۱۴ «مِیکر استودیوز» به مبلغ $۵۰۰ میلیون به شرکت والت دیزنی واگذار شد و «بیگ فریم» را دریم‌ورکس انیمیشن به مبلغ $۱۵ میلیون خریداری نمود. در ژوئن ۲۰۱۳، گروه آرتی‌ال، $۳۶ میلیون بر روی «شرکت برادبندتی‌وی» سرمایه‌گذاری کرد.